# Palazzo Cuttica di Cassine
Palazzo Cuttica di Cassine è un palazzo della città di Alessandria la cui costruzione fu commissionata nel XVIII secolo dal Luigi Cuttica, XIII marchese di Cassine. Presenta uno stile Barocco volto al classicismo.

## Storia
Esso divenne in breve tempo un centro mondano che accoglieva i migliori ingegni della città.  In napoleonico il palazzo venne scelto come abitazione dal generale francese François de Chasseloup-Laubat e in seguito dal generale Hyacinthe François Joseph Despinoy.
Nel 1806 esso divenne Prefettura di Marengo e infine venne acquistato dal Comune che vi inserì la Prefettura, l'Amministrazione Provinciale, gli Uffici finanziari e in seguito gli uffici postali e il tribunale.
Oggi il Palazzo accoglie il Conservatorio Statale di Musica "Antonio Vivaldi" e la scuola media annessa.

### Museo Civico
Un'ala del Palazzo è oggi adibita a Museo Civico
La prima sala accoglie gli Arazzi, manifattura della seconda metà del XVII secolo che narrano due episodi tratti dagli “Atti degli Apostoli”, provengono da Santa Maria Domus Magna di Alessandria. Il Globo Celeste, opera di padre Pietro Maria da Vinchio, è datato 1750-51.
Le tre Sale archeologiche ospitano la Collezione Di Negro Carpani che raccoglie reperti provenienti dalla zona dell'antica Dertona che coprono un periodo molto ampio: dall'età del bronzo alla fondazione della colonia romana fino al periodo di dominazione gota. In particolare nella prima sala sono conservati vasi e urne che in origine si trovavano in necropoli dertonensi. Nella seconda sala si trova la parte più cospicua della collezione costituita da resti di decorazione marmorea delle domus aristocratiche. L'ultima sala ospita reperti più “recenti” di una città ormai cristianizzata, tra cui il frammento di archivolto con un'inscrizione che ricorda il vescovo Giuseppe (770).
La Sala del Cinque e Seicento è adornata da tre pale d'altare di fondamentale importanza per la storia dell'arte del Monferrato alessandrino, Il Trittico dell'Annunciazione del Maestro del S. Guido di Acqui (Galeotto Nebbia?) del 1497, Il polittico dell'Incoronazione della Vergine di Gandolfino da Roreto, L'Immacolata con i Santi San Francesco e Antonio da Padova di Carlo Francesco Nuvolone, proveniente dal convento dei cappuccini di Tortona.
La Sala Napoleonica ospita alcuni cimeli storici risalenti agli anni a cavallo tra Sette e Ottocento che segnarono profondamente la città di Alessandria, particolarmente amata da Napoleone perché vicina al luogo della battaglia di Marengo: ricordiamo in particolare le stampe di Giuseppe Pietro Bagetti raffiguranti alcuni momenti importanti della calata in Italia del generale francese. Assai importante non solo dal punto di vista artistico, ma anche per la storia del Museo Civico, il cartone dell’Apoteosi di Napoleone di Francesco Mensi, che fu appunto direttore della Pinacoteca.
Le Sale dedicate a San Pio V rievocano l'unico papa piemontese, di origine alessandrina, che volle nella sua terra natia un convento domenicano con le opere dei migliori artisti romani dell'epoca. I Corali, circa quaranta, sono stati realizzati intorno al 1560 nella capitale pontificia appositamente per il convento di Santa Croce di Bosco Marengo e recano miniature. I Paramenti Liturgici ricordano Pio V che è rappresentato a ricamo sul capino del piviale opera di ricamatore piemontese.
La Sala del Risorgimento, allestita in occasione della celebrazione dei 150 anni dell'Unità d'Italia, celebra le figure di Andrea Vochieri e Cristoforo Moia patrioti italiani.
Al 2004 risale l'istituzione del Gabinetto delle Stampe Antiche e Moderne dove sono raccolte circa 2000 stampe, tra mappe, carte geografiche antiche, vedute di città e soprattutto incisioni di artisti contemporanei, tra cui si distinguono i Fondi Villa, Bozzetti, Carbonati, Annone, Sassi, Pozzi.

## Galleria d'immagini

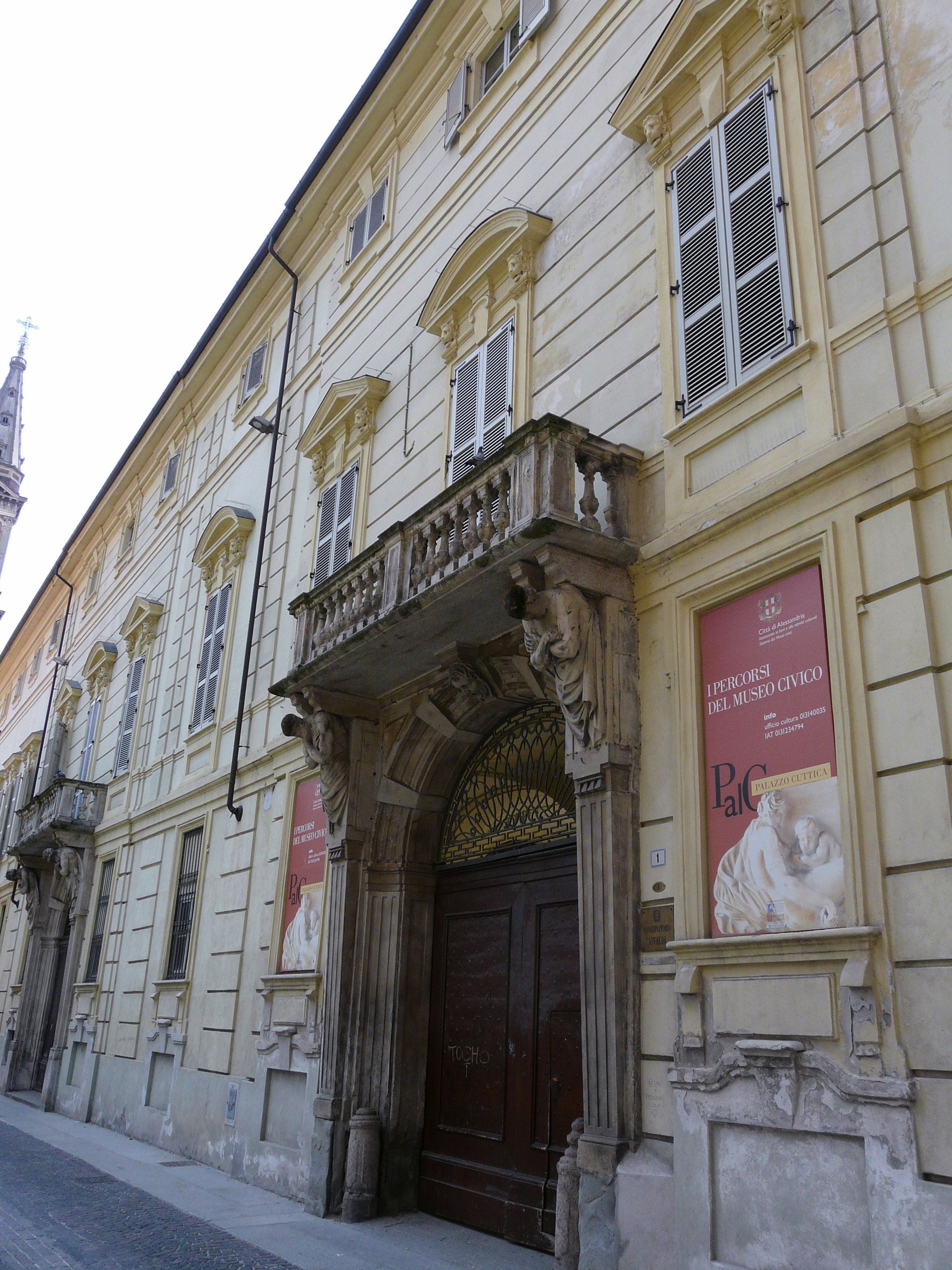
Ingresso in Via Parma
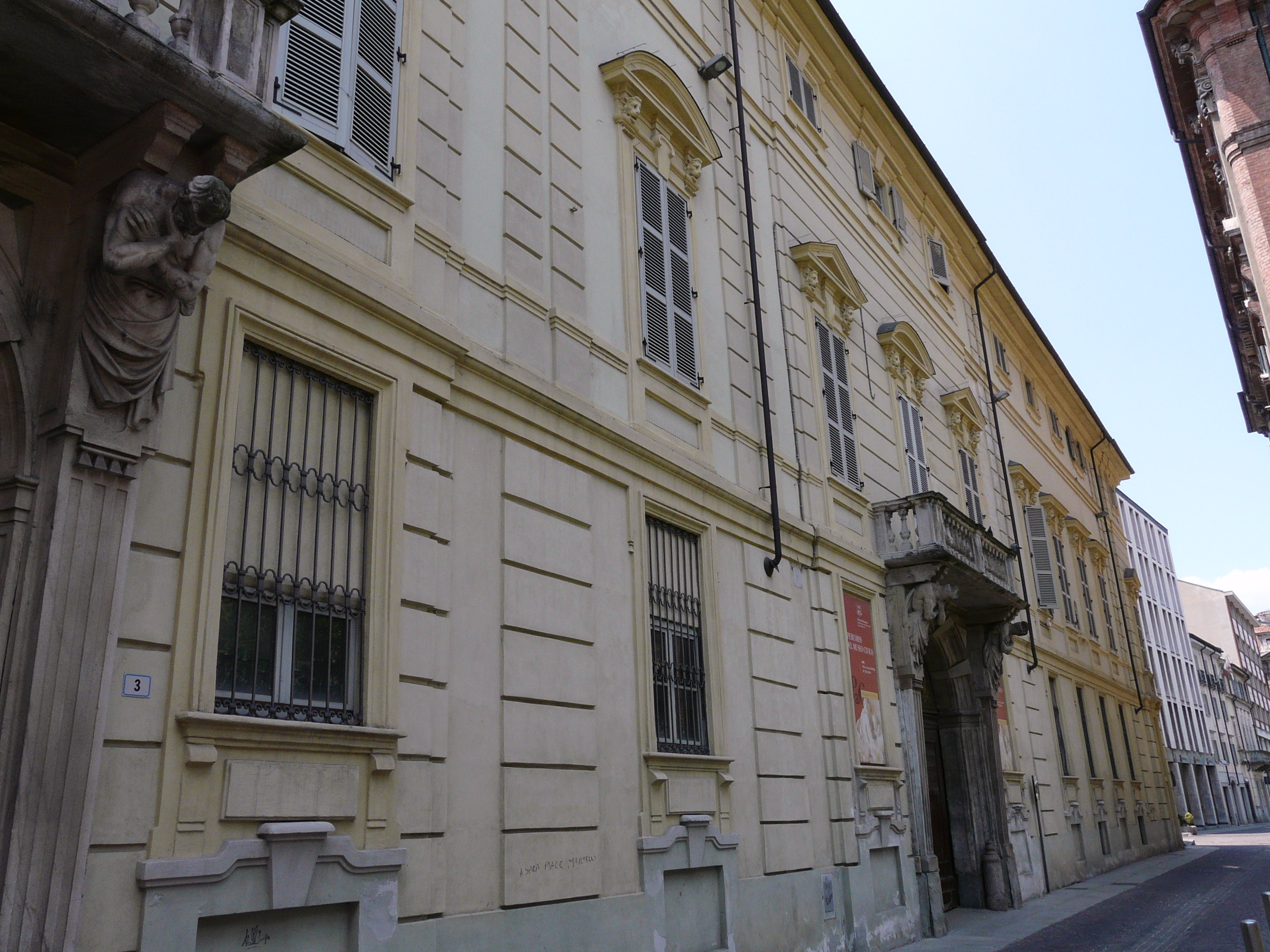
Veduta da Via Parma